# Ngombe (C.50) jezici
Ngombe (C.50) jezici, podskupina sjeverozapadnih bantu jezika u zoni C, nigersko-kongoanska porodica, na području DR Konga. 
Obuhvaća (8) jezika, to su: bwa ili bua, kibua [bww], 200.000 (1994 SIL); bwela ili lingi [bwl], 8.400 (2002); kango ili likango [kty], 5.900 (2002); ligenza ili digenja [lgz], 43.000 (1986 SIL); ngelima ili angba [agh], 13.600 (2000); ngombe ili lingombe [ngc], 150.000 (Welmers 1971); pagibete ili apagibete,[pae], 28.000 (2000 SIL); i tembo ili litembo [tmv], 5.000 (1986 SIL)..

## Vanjske poveznice
- Ethnologue (14th)
- Ethnologue (15th)